# 테일스트라이크

일본항공 115편 불시착 사고의 상상도. 이후에 발생한 정비불량이 7년 뒤 사고로 연결된다.

테일스트라이크(tailstrike, tail strike)는 꼬리 날개가 활주로에 부딪히는 현상이다. 흔히 고정익 항공기가 이륙할 때 급격한 상승을 하거나, 착륙 시 동체의 후미가 활주로에 접촉할 때 발생한다. 착륙 시 기수를 너무 많이 들어올리거나, 활주로의 시작지점에 지나치게 가까이 착륙하려 할 경우에도 발생한다. 대개 앞바퀴식 착륙 장치가 장착된  항공기에서 발생하며, 꼬리바퀴식 착륙 장치를 장착한 항공기에서는 발생하지 않는다.
테일스트라이크는 그 자체로도 위험할 수 있으며, 발생 이후에는 철저하고 정밀한 정비가 이행되어야 한다. 균열이나 가해진 압력이 큰 경우 막대한 수리비용이 들 수도 있으나, 항공 사고 역사를 통해 밝혀진 바에 따르면 정밀한 정비가 이행되지 않는 경우 균열로 인한 폭발성 감압으로 항공기는 공중분해되게 된다. 그 피해를 줄이기 위해 콩코드는 꼬리에 작은 바퀴 하나를 더 달기도 한다.

## 대표 사례

### 이착륙 도중 발생한 테일스트라이크 사고
- KLM 4805편 : 팬암항공 1736편을 회피하기 위해 이륙하던 도중 발생.[4]
- 아시아나항공 214편 추락 사고 : 무리하게 착륙 하다 꼬리날게가 활주로에 못 미침
- 티웨이항공 282편 테일스트라이크 사고 : 착륙하다가 자세가 불안정 해서 복행 하다가

사고

### 테일스트라이크 사고 이후 정비불량으로 발생한 사고
- 일본항공 123편 추락 사고 : 일본항공 115편 불시착 사고의 정비불량
- 중화항공 611편 추락 사고 : 중화항공 009편 불시착 사고의 정비불량

## 같이 보기
- 버드 스트라이크